# Idioma malayo
El malayo es un idioma (o un conjunto de idiomas) oral y escrito empleado principalmente en el sudeste de Asia, conocido localmente como bahasa melayu. El indonesio (bahasa indonesia) es una variedad de malayo normalizada y aprobada como idioma oficial en Indonesia, al igual que el malasio (bahasa malaysia) es la variedad de malayo normalizada y un idioma oficial en Malasia, Singapur y Brunéi.

## Distribución geográfica y denominaciones
Es una lengua austronesia hablada por los malayos, oriundos de la península de Malaca, Malasia, la península malaya en el sur de Tailandia, Singapur, Sumatra del este central, las islas de Riau, partes de la costa de Borneo e igual en los Países Bajos. 
Es el idioma oficial de Malasia, Brunéi y una de los cuatro oficiales de Singapur. En una forma ligeramente diferente conocida como «indonesio» es también la lengua oficial de Indonesia. También se utiliza como idioma de trabajo en Timor Oriental. Es muy similar al indonesio. El estándar normativo del malayo, según lo convenido por Indonesia, Malasia y Brunéi, es el bahasa riau, la forma hablada al sur de las islas de Riau de Singapur, considerado el lugar de nacimiento de la lengua malaya.
En Malasia, este idioma se conoce como bahasa melayu o bahasa malasia, que significa «idioma malaya». El último término, introducido en la ley de lengua nacional de 1967, era el más común hasta los años 1990, cuando la mayoría de los académicos y los oficiales del gobierno retomaron el uso del nombre en la versión malaya de la constitución federal. Según el artículo 152 de la constitución federal, el bahasa melayu es la lengua oficial de Malasia. Al independizarse, Indonesia adoptó como lengua nacional una forma de malayo que se denominó bahasa indonesia y, aunque existe un grado grande de inteligibilidad mutua, el indonesio es distinto en algunas formas al malayo hablado de Malasia.
En Singapur y Brunéi se conoce simplemente como malayo o bahasa melayu. Sin embargo, muchos dialectos malayos no son mutuamente inteligibles entre sí; por ejemplo, la pronunciación del kelantanés es difícil, incluso para algunos malayos, mientras que el indonesio tiende a tener muchas palabras únicas que serán desconocidas para los hablantes malayos. La lengua hablada en Peranakan (el chino de los estrechos, un híbrido de colonos chinos de la dinastía de Ming y malayos locales) se consideraría como el único patois malayo y el dialecto chino de Hokkien, que se habla sobre todo al interior de los estrechos de Penang y de Malaca. El uso de esta lengua está decayendo, especialmente hacia el exterior, si bien sigue siendo de uso general en Malasia.

### Uso
El alcance del uso del malayo en estos países varía en función de diferencias históricas y culturales. Se convirtió en el único idioma oficial de Malasia en 1968, aunque el inglés se utiliza mucho, especialmente entre las minorías china e hindú y debido a su importancia como lengua internacional para los negocios. La situación en Brunéi es similar. El indonesio se ha convertido en una exitosa lingua franca para las desperdigadas islas y grupos étnicos del país, gracias también a que la lengua colonial —el neerlandés— ya no se habla.
El grado de uso del malayo en estos países varía dependiendo de circunstancias históricas y culturales. El bahasa melayu es la lengua nacional en Malasia según el artículo 152 de la Constitución malasia, y se convirtió en el idioma oficial único en Malasia occidental en 1968, y en Malasia del este gradualmente a partir de 1974. El inglés continúa, sin embargo, siendo ampliamente utilizado en campos profesionales y comerciales y en las cortes superiores. Otras idiomas de la minoría son también de uso general por las minorías étnicas grandes del país. La situación en Brunéi es similar a la de Malasia. En Singapur, el malayo era históricamente la lingua franca entre la gente de diversas razas y nacionalidades. Aunque esto ha llevado en gran parte a inglés, el malayo todavía conserva el estatus de idioma nacional y el himno nacional, Majulah Singapura, está enteramente en malayo. La mayoría de los residentes de las tres provincias situadas en el extremo sur de Tailandia –una región que, en su mayor parte, perteneció a un antiguo sultanato malayo llamado Pattani– hablan un dialecto de malayo similar al malayo de Kelantan, aunque la lengua no tiene ningún estatus o reconocimiento oficial. 
Debido al contacto anterior con las Filipinas, las palabras malayas se han desarrollado e integrado en el tagalo y otros idiomas filipinos: hati del dalam (condolencia), luwalhati (gloria), hari del tengah (mediodía), sedap (delicioso). Por el contrario, el indonesio se ha convertido con éxito la lingua franca para sus islas dispares y los grupos étnicos, en parte porque la lengua colonial, neerlandés, no se hablaba más comúnmente (en Timor del este, que fue gobernado como provincia de Indonesia a partir de 1976 a 1999, el indonesio se habla y se reconoce extensamente bajo su constitución como “lengua de funcionamiento”). La estructura del malayo es SVO: primero se coloca el sustantivo, después el verbo y finalmente el complemento directo.

## Descripción lingüística

### Clasificación e idiomas relacionados
El malayo pertenece a la familia de idiomas austronesios, que incluye idiomas del sudeste asiático y de islas del Pacífico occidental, con un número más pequeño en Asia continental. El malgache es una excepción a la zona básica, y es, a su vez, el idioma oficial de Madagascar. El malayo pertenece a la rama malayo-polinésica de la familia, que se subdivide en el núcleo hesperonesio y malayo-polinesio. Entre los idiomas más cercanos están: el javanés, el achenés, el chamorro y el paluano (Palaos), gilbertino, nauruano, hawaiano, samoano, maorí, tahitiano, tongano y tuvaluano; si bien las lenguas son mutuamente ininteligibles, tienen muchas cosas en común. Muchas raíces se conservan sin alteraciones del pasado común, el austronesio. Hay muchos cognados en el léxico de parentesco, salud, partes del cuerpo y animales de la región. En los números, las diferencias son bastante notables.

### Diferencias entre el malayo y el indonesio
Las diferencias entre el malayo y el indonesio son comparables a las existentes entre el español de España y el de América. Ambos son mutuamente inteligibles, aún con ciertas diferencias en ortografía y vocabulario.

### Préstamos
El malayo ha tomado muchos términos del árabe (en especial, términos religiosos), sánscrito, portugués, neerlandés, algunos dialectos chinos y, más recientemente, del inglés (en especial, términos científicos y tecnológicos). Algunos ejemplos son:
- bahasa - idioma (del sánscrito)
- bomba - brigada de bomberos (del portugués bomba)
- buku - libro (del inglés book y el neerlandés boek)
- dunia - mundo (del árabe dunya)
- gereja - iglesia (del portugués igreja)
- gratis - gratis (del portugués y neerlandés)
- kantor - oficina ( del neerlandés kantor)
- keju - queso (del portugués queijo)
- komputer - ordenador (del inglés computer)
- limau - limón (del portugués limão)
- mentega - manteca (del portugués manteiga)
- roti - pan (del sánscrito)
- sharia - ley islámica (del árabe)
- sistem - sistema (del inglés system)
- sains - ciencia (del inglés science)
- wanita - mujer (del sánscrito वनिता, vanitā)
- Oren   -  naranja (del inglés orange)

La palabra de origen malayo más conocida en español es 'orangután' (de orang hutan 'hombre de la selva').

### Expresiones simples en malayo
- Selamat datang - Bienvenido
- Terima kasih - Gracias
- Selamat pagi (desde el amanecer hasta las 11:00) - Buenos días
- Selamat tengahari (desde las 11:00 hasta las 13:00) - Buen mediodía
- Selamat petang (desde las 13:00 hasta el anochecer) - Buenas tardes
- Selamat malam (desde el ocaso en adelante) - Buenas noches
- Jumpa lagi - Hasta la vista
- Apa khabar? - ¿Cómo está?
- Baik - Bien

## Influencia de idiomas extranjeros
La lengua malaya absorbió muchas lenguas extranjeras como el sánscrito, el inglés, el neerlandés, el javanés, el árabe, etc.

### Influencia del sánscrito
El sánscrito, lengua intermedia del hinduismo y el budismo, ha influido enormemente en la lengua malaya cuando ésta se encontraba en la etapa antigua, es decir, en la etapa anterior a que la lengua malaya alcanzara la edad clásica en la época del Kesultanan Melayu Melaka donde la lengua malaya había experimentado la Edad Antigua entre el siglo VII y el siglo XIII. Se pueden detectar pruebas de la influencia del sánscrito en la lengua antigua en las piedras inscritas que dejó el Reino Srivijaya. En cuanto a las pruebas de la antigua lengua malaya, hay cuatro piedras inscritas importantes, a saber, las que se encuentran en:
1. Kedukan Bukit, Palembang (683 d. C.)
2. Talang Tuwo, Palembang (684 d. C.)
3. Kota Kapur, isla de Bangka (686 d. C.)
4. Karang Brahi, Meringi, río arriba de Jambi (686 d. C.).

Además de ser un factor secundario, el factor de esplendor también es un factor que impulsa el préstamo del lenguaje de la lengua sánscrita. Este préstamo se debe a que el sánscrito era una lengua que se consideraba una lengua "altísima" en la antigüedad. El uso cotidiano del sánscrito se ha convertido en una forma de alcanzar el esplendor. Esta situación, en particular, causó el préstamo de palabras que ya existían en el idioma malayo original, pero también fue reemplazado por el sánscrito, ya que tal vez se consideró más adecuado, más suave de sonido o simplemente porque se suponía que era más "alto" debido a que el sánscrito era el idioma de la maestría.
En la lengua malaya hay 677 palabras que proceden del sánscrito. A continuación se muestran algunos ejemplos de palabras que se prestan con el malayo:
| Sánscrito | Malayo   | en escritura Jawi | español    |
| --------- | -------- | ----------------- | ---------- |
| bhasa     | bahasa   | بهاس              | idioma     |
| malaiu    | Melayu   | ملايو             | malayo     |
| akasa     | angkasa  | اڠكاس             | espacio    |
| samudhara | samudera | سامودرا           | océano     |
| maha      | maha     | مها               | rey        |
| rajha     | raja     | راج               | tierra     |
| bhumi     | bumi     | بومي              | hijo       |
| putra     | putera   | ڤوترا             | país       |
| nagara    | negara   | نڬارا             | estado     |
| nagari    | negeri   | نڬري              | religión   |
| agama     | agama    | اڬام              | cifras     |
| anka      | angka    | اڠک               | leer       |
| vaca      | baca     | باچ               | feliz      |
| bhagya    | bahagia  | بهاڬيا            | nación     |
| vamsa     | bangsa   | بڠسا              | juventud   |
| balya     | belia    | بليا              | noticias   |
| varta     | berita   | بريتا             | mente      |
| buddhi    | budi     | بودي              | luz        |
| chaya     | cahaya   | چهاي              | luz        |
| cakra     | cakra    | چقرا              | chakra     |
| dosa      | dosa     | دوسا              | pecado     |
| dukkha    | duka     | دوک               | triste     |
| deva      | dewa     | ديوا              | dios       |
| rupa      | rupa     | روڤا              | apariencia |
| samsara   | sengsara | سڠسارا            | miserable  |
| maharani  | maharani | مهاراني           | emperatriz |

## Influencia del javanés
El javanés y el malayo son dos idiomas serumpun. Ambos pertenecen a la familia de lenguas indonesas. Hay dos factores principales en la difusión de la influencia de Java en el idioma Malayo, a saber:
- Influencia a través de la difusión de historias de panji
- Impacto a través de la interacción social y económica

La historia es una especie de historia que proviene de Java. En cuanto a los hermanos y hermanas. Esta historia tiene muchas versiones, y se puede rastrear en todo el país hasta en Camboya.
La migración de la gente de Java a la tierra de Malasia ha ocurrido desde la época de la Alta Malasia. Los habitantes de la ciudad, en su mayoría judíos, viven en ciudades y pueblos cercanos. Sin embargo, la migración de los habitantes de Java a la Tierra de Malasia significativa comenzó a principios del siglo XIX. Y en la tierra de Judá, y en las ciudades y pueblos de la tierra.
El encuentro de personas locales que hablan el malayo con inmigrantes de Java que hablen en el idioma de Java ha causado que los elementos del javanés se desplazaran al malayo. Sin embargo, hay que tener en cuenta que las palabras de préstamo de Java se encuentran en el idioma malayo de forma remota y no se difunden ampliamente. Se dice que fue absorbido en el Malayo por la migración de personas de Java que todavía conservan su idioma y no dominan el verdadero patrimonio de Malayo.